# Steuerbezirk St. Veit
Der Steuerbezirk St. Veit war in der ersten Hälfte des 19. Jahrhunderts einer der 89 Bezirke der Provinz Kärnten. Er umfasste nur eine Steuergemeinde in ihren damaligen Grenzen: 
- Katastralgemeinde St. Veit an der Glan

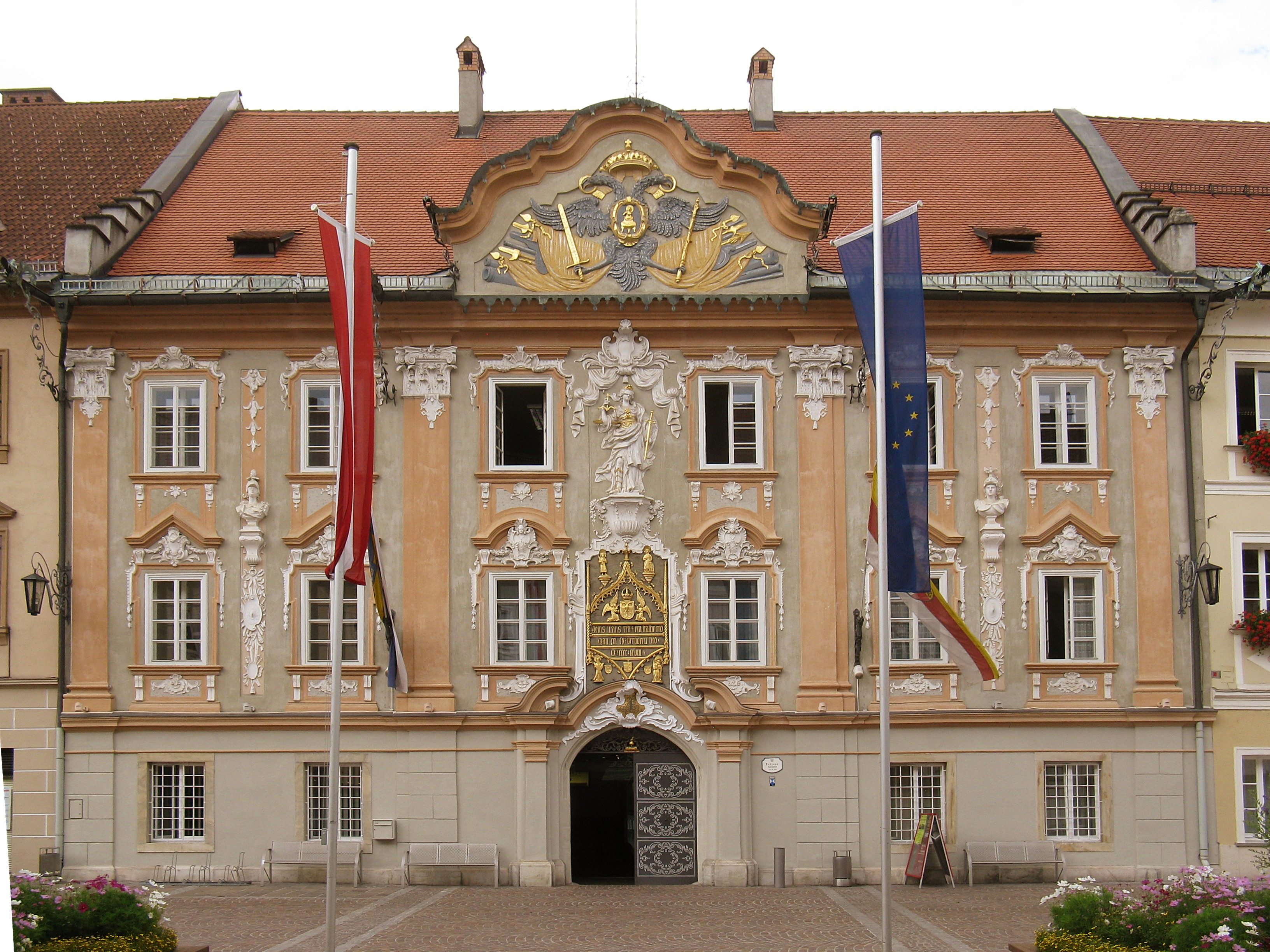
Rathaus St. Veit an der Glan

Der Bezirk umfasste eine Fläche von 1480 Joch, das entspricht etwa 8,5 km². Im Jahr 1846 hatte der Bezirk 1753 Einwohner.
Im Zuge der Reformen nach der Revolution von 1848/49 wurden die Steuerbezirke aufgelöst. Die bis dahin dem Steuerbezirk St. Veit zugehörige Katastralgemeinde wurde dann der neu errichteten politischen Gemeinde St. Veit an der Glan zugeteilt, zu der sie bis heute gehört.